# Lilium 'Robina'
Lilium 'Robina' — сорт лилий из группы ОТ-гибриды VIII раздела по классификации третьего издания Международного регистра лилий.

## Происхождение
Рассада ОТ-гибридов × 'Mero Star'.

## Биологическое описание
Стебли 1,1—1,5 м высотой, зелёного цвета с тёмными отметинами.
Цветки 255 мм шириной, ароматные.
Лепестки загнутые, пурпурно-красные, горло желтовато-белого цвета, 150 × 50—80 мм, края слегка волнистые.
Нектарники жёлто-зелёные.
Пыльца ярко-оранжевая.

## В культуре
Lilium 'Robina' используется, как декоративное садовое растение, а также для срезки.
Кислотность почвы от кислой до нейтральной (рН 5,6—7,5).
Зоны морозостойкости: 4a—11.
В Московской области с середины сентября до устойчивых заморозков рекомендуется укрывать посадки полиэтиленовой плёнкой для защиты от чрезмерных осадков. Подсушенная таким образом почва — основа правильной зимовки ОТ-Гибридов в средней полосе России. Необходимы 3—4 подкормки минеральными удобрениями с начала периода распускания листьев до цветения. Навоз применять не рекомендуется.
Почву, особенно в Центрально-Чернозёмной области и южнее, желательно мульчировать. На зиму посадки рекомендуется укрывать хвойным опадом.